# Robin Hood: Prince of Thieves (игра)
Robin Hood: Prince of Thieves — консольная игра, выпущенная в 1991 году для Nintendo Entertainment System и Game Boy, разработанная компаниями Sculptured Software и Bits Studios соответственно и изданная Virgin Games. Версии для Master System и Game Gear также были анонсированы, но отменены. Игра была основана на одноименном фильме.
Игра была показана на обложке июльского номера журнала Nintendo Power за 1991 год, но этот выпуск был печально известен тем, что игра была выпущена только через 4 месяца после выхода номера.

## Игровой процесс
В игре есть несколько режимов игры. В стандартном режиме приключений действие происходит с видом сверху, когда игрок ведет Робина по окрестностям, сражаясь с врагами. Во втором режиме используются поединки один на один, демонстрирующие действие со стороны, и предусмотрены различные элементы управления, которые позволяют персонажу, управляемому игроком, прыгать, а также атаковать и защищаться. В третьем режиме, режиме ближнего боя, действие происходит с высоты птичьего полета, что позволяет изобразить масштабные сражения между крупными силами. Этот режим обычно возникает, когда происходит столкновение большого количества веселых человечков Робина с вражескими солдатами. Во время скачек есть ещё один режим, сочетающий в себе вид сверху и сбоку, когда лошадь должна перепрыгивать через завалы и в конечном итоге побеждать соперника.
В игре также есть свободная система экипировки, где в качестве оружия можно использовать практически любой предмет. Когда Дункан впервые присоединился к группе Робина, он пришел, размахивая куриной ножкой.

## Сюжет
Действие игры начинается в арабской тюрьме в Иерусалиме. Робин Гуд находится в заключении вместе с Питером Дюбуа и Азимом. Робин должен освободить их обоих, а затем они должны совершить побег. Питер смертельно ранен во время побега, но Робин и Азим сбегают в Англию.
По прибытии в Англию Робин узнает, что его отец был убит и что Шериф из Ноттингема деспотично правит Англией в отсутствие Короля Ричарда. Горничная Мэриан рассказывает Робину, что ходят слухи о том, что в Шервудском лесу скрываются от шерифа какие-то люди, советует ему отправиться туда, найти их и присоединиться к ним.
Как только Робин присоединяется к лагерю в Шервуде, он становится базой Робина Гуда до конца игры. Он постоянно покидает лагерь, чтобы выполнить различные задания. После завершения каждого задания Робин должен вернуться в лагерь, чтобы выяснить, какое задание выполнить следующим. В конце концов, Робин Гуд выполняет свое последнее задание, чтобы избавиться от Шерифа из Ноттингема. Как только Робин побеждает шерифа, игра выигрывается и заканчивается свадьбой Робин Гуда и девы Мэриан, которую прерывает Король Ричард, только что вернувшийся в Англию. Ричард отдает Мэриан, и они с Робином женятся.

## Отзывы критиков
| Иноязычные издания | Иноязычные издания |
| Издание            | Оценка             |
| ------------------ | ------------------ |
| AllGame            | (NES)              |
| Power Unlimited    | 83% (GB)           |

Power Unlimited дала версии Game Boy оценку в 83 %, прокомментировав: «Robin Hood: Prince of Thieves, конечно, основана на фильме, но не так плоха, как многие другие подобные игры. Напротив, она очень увлекательна и полна приключений! Жаль, что модельки в игре выглядят не очень красиво».

## Примечание
1. ↑  Pro Dates (PDF). Sega Pro. No. 10. Paragon Publishing. August 1992. p. 7. Архивировано (PDF) 11 сентября 2024. Дата обращения: 15 октября 2024.
2. ↑  Nintendo Power Cover. Nintendo Power. No. 26. July 1991.
3. ↑  http://www.debate.org/reference/robin-hood-prince-of-thieves (недоступная+ссылка)
4. 1 2  Power Unlimited Game Database (нидерл.). powerweb.nl (ноябрь 1994). Дата обращения: 2 декабря 2022. Архивировано из оригинала 29 августа 2003 года.